# Trevor Nyakane
Trevor Ntando Nyakane (Bushbuckridge, 4 maggio 1989) è un rugbista a 15 sudafricano che gioca come pilone con il Racing 92 nel Top 14. Nel 2019 e nel 2023 ha vinto la Coppa del Mondo con il Sudafrica.

## Biografia
Nyakane iniziò a giocare a rugby a livello giovanile unendosi nel 2005 ai Limpopo Blue Bulls, squadra sudafricana che rappresenta la provincia del Limpopo.
All'età di 19 anni si trasferì ai Free State Cheetahs, squadra con la quale disputò poi la Currie Cup fino al 2014.
Nel frattempo, nel 2012, Nyakane esordì anche nel Super Rugby con la franchigia dei Cheetahs.
Trevor Nyakane conobbe il debutto internazionale con il Sudafrica affrontando l'8 giugno 2013 l'Italia a Durban.
Nel 2015, dopo tre stagioni con i Cheetahs, cambiò squadra unendosi ai Bulls.
Lo stesso anno venne convocato per disputare la Coppa del Mondo, vincendo con gli Springbok la finale per il 3º posto.

## Palmarès
- Coppe del mondo: 2
Sudafrica: 2019, 2023
- Super Rugby Unlocked: 1
Bulls: 2020